# Jacobaea subalpina
Jacobaea subalpina là một loài thực vật có hoa trong họ Cúc. Loài này được (W.D.J.Koch) Pelser & Veldkamp mô tả khoa học đầu tiên năm 2006.